# Leo Frobenius

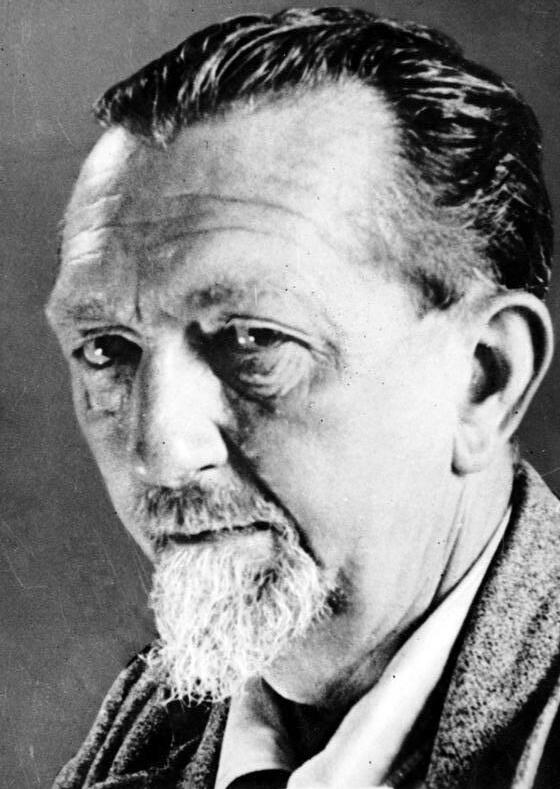
Leo Frobenius (1938)

Leo Viktor Frobenius (* 29. Juni 1873 in Berlin; † 9. August 1938 in Biganzolo, Italien) war ein deutscher Ethnologe, Afrikaforscher und der Begründer der Kulturkreislehre. Er leitete zwischen 1904 und 1935 mehrere Forschungsexpeditionen in verschiedene Regionen Afrikas.
Frobenius gründete 1898 das Afrika-Archiv und 1920 das Forschungsinstitut für Kulturmorphologie, Vorläufer des heutigen Frobenius-Instituts für Kulturanthropologie an der Goethe-Universität Frankfurt am Main. Dort hatte er auch einen Lehrauftrag für Kultur- und Völkerkunde, von 1935 bis zu seinem Tod war er zudem Direktor des Frankfurter Museums für Völkerkunde.

## Leben

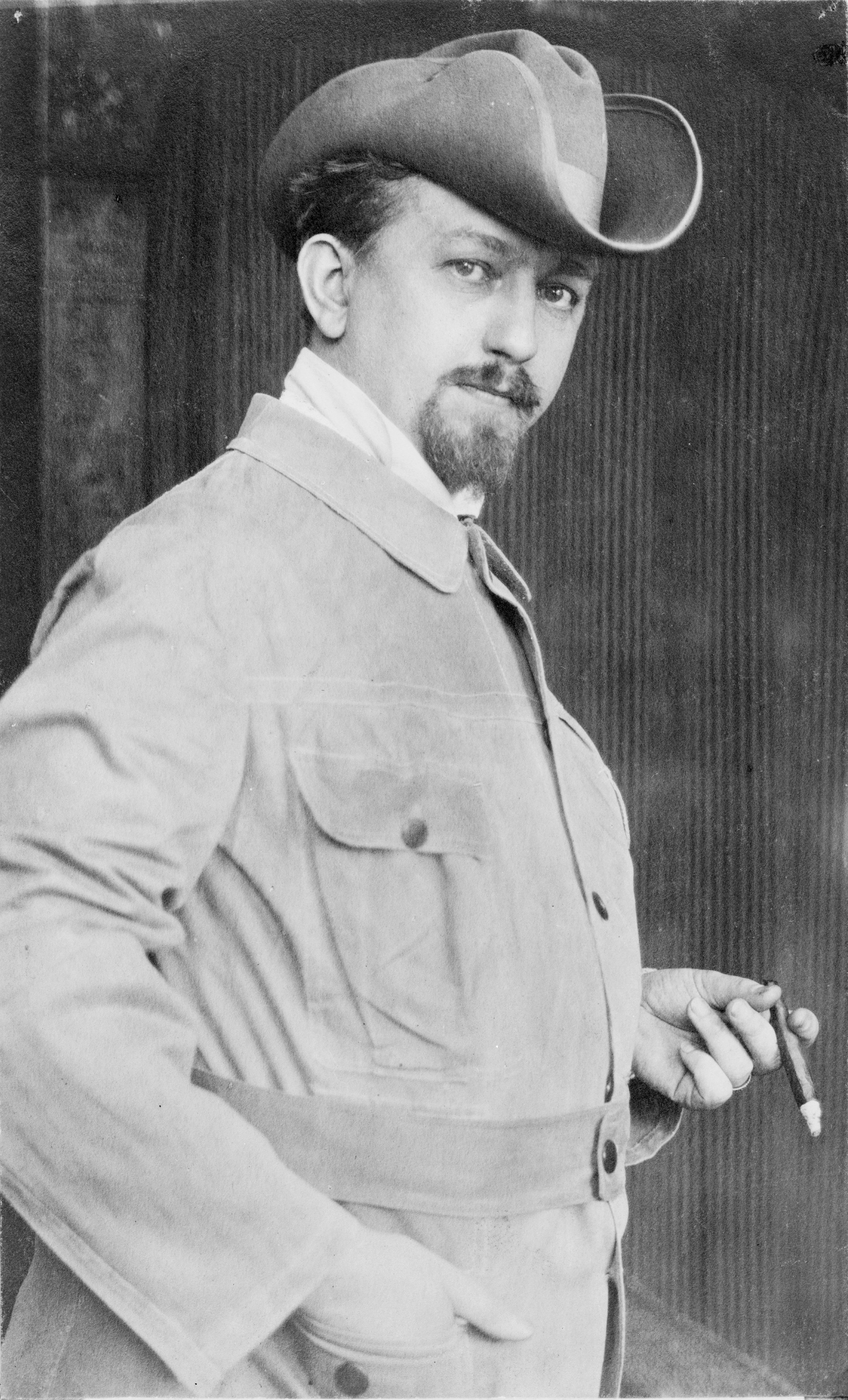
Leo Frobenius

Als Sohn des preußischen Offiziers Hermann Frobenius, Bruder des Kunstmalers Hermann Frobenius und Enkel des Direktors des Berliner Zoologischen Gartens Heinrich Bodinus aufgewachsen, verbrachte er eine unstete Kindheit, verließ das Gymnasium ohne Abitur und machte eine Kaufmannslehre. Als Autodidakt wandte er sich bereits früh der Völkerkunde zu, war zeitweise Volontär an Völkerkundemuseen in Bremen, Basel und Leipzig. Seine Dissertation über „afrikanische Geheimbünde“ (1894) und seine Habilitationsschrift „Der Ursprung der afrikanischen Kulturen“ (1898) wurden jeweils abgelehnt.
In Berlin gründete Frobenius 1898 sein Afrika-Archiv. Er heiratete 1901 die Gutsbesitzertochter Editha Brandt (1880–1967), die ihn später auf mehreren Expeditionen begleitete und ihn bei seiner wissenschaftlichen Arbeit unterstützte. Von 1904 bis 1906 unternahm er seine erste Forschungsreise in den „Kongo-Freistaat“ (damals noch persönliche Kolonie des belgischen Königs Leopold II.). Diesem Unternehmen gab Frobenius, wie auch den folgenden, die Bezeichnung Deutsche Inner-Afrikanische Forschungs-Expedition (D.I.A.F.E.). Bis 1935 folgten elf weitere große Forschungsexpeditionen in verschiedene Gebiete Afrikas, insbesondere nach Togo, Tunesien, Sambia, in den Sudan sowie nach Äthiopien.
Zu Beginn des Ersten Weltkriegs leitete Frobenius eine geheime Mission in das neutrale Abessinien, um von dort aus einen Aufstand im Anglo-Ägyptischen Sudan zu organisieren. Die italienischen Behörden in Massaua (Eritrea) verboten jedoch die Weiterreise, und Frobenius kehrte nach Europa zurück. Zuvor veranlasste er die Verteilung von Lebensmitteln deutscher, internierter Schiffe unter Bedürftigen auf der Arabischen Halbinsel. Im Dezember 1914 wurde er als Geheimer Regierungsrat ausgezeichnet. Zusammen mit Oswald Spengler gründete Frobenius 1920 in München das von privaten Spendern finanzierte Forschungsinstitut für Kulturmorphologie. Bis an sein Lebensende stand er mit dem gestürzten und exilierten Kaiser Wilhelm II. in Kontakt (eine Edition ihres Briefwechsels ist 2011 erschienen).
Auf Initiative des Zeitungsverlegers Heinrich Simon, des Kaufmanns Karl Kotzenberg und des Pädagogikprofessors Julius Ziehen lud Oberbürgermeister Ludwig Landmann (DDP) Frobenius 1924 ein, mit seinem Institut nach Frankfurt am Main zu übersiedeln. Aus Stiftungsmitteln Kotzenbergs erwarb die Stadt Frankfurt 1925 die umfangreichen Sammlungen des Afrika-Archivs. Dem Forschungsinstitut für Kulturmorphologie (heute: Frobenius-Institut) und Afrika-Archiv stellte die Stadt Räume im Palais Thurn und Taxis (Bundespalais) zur Verfügung. Ohne einen akademischen Abschluss zu haben, erhielt Frobenius zudem einen Lehrauftrag für Kultur- und Völkerkunde an der Universität Frankfurt und wurde 1932 zum Honorarprofessor ernannt.
Der Frankfurter Oberbürgermeister Friedrich Krebs (NSDAP) setzte Frobenius 1934 als Direktor des dortigen Museums für Völkerkunde und des städtischen Afrika-Archivs ein. Beide hatten ihren Sitz ab 1937, wie auch Frobenius’ Forschungsinstitut, im früheren Senckenbergischen Bürgerhospital. Alle drei Einrichtungen leitete er bis zu seinem Tod. Seine Nachfolge übernahm interimistisch und nach Ende des Zweiten Weltkriegs auch dauerhaft Adolf E. Jensen (zwischenzeitlich vertreten von Karin Hissink). Frobenius war außerdem Mitglied der Berliner Gesellschaft für Anthropologie, Ethnologie und Urgeschichte.

## Werk
Mit seinem 1898 veröffentlichten Aufsatz über den Ursprung der afrikanischen Kulturen begründete er die Kulturkreislehre, die später von Bernhard Ankermann und Fritz Graebner weiter ausgebaut wurde, von der er sich selbst aber wieder abwandte, da sie ihm allzu mechanistisch erschien. Frobenius veröffentlichte zahlreiche Werke, darunter auch eine umfangreiche Sammlung von afrikanischen Volkserzählungen. Neben anderen Unterstützern konnte er auch die Journalistin Else Frobenius, die Frau seines Bruders Hermann, für die Verbreitung seiner Forschungsergebnisse gewinnen. Besonderes Interesse brachte er den erstmals von Heinrich Barth beschriebenen Felsbildern der Sahara entgegen, die er im Sinne des Entdeckers als wichtige Quelle für die Rekonstruktion der afrikanischen Geschichte ansah.
Intensiv beschäftigte sich Frobenius mit der Atlantis-Hypothese. Unter dem Titel Atlantis veröffentlichte er zwischen 1921 und 1928 eine zwölfbändige Reihe mit Volksmärchen und -erzählungen aus Nord- und Westafrika. Den Höhepunkt erreichte die Darstellung seiner Atlantis-Theorie in Band 10 mit dem Titel Die Atlantische Götterlehre. 1931 schaltete er sich in seinem Werk Erythräa. Länder und Zeiten des heiligen Königsmordes in die Diskussion um die Ruinen von Simbabwe ein und vertrat im Gegensatz zu Gertrude Caton-Thompson die Ansicht, dass es sich hier um sehr alte Kulturen handle.
Zugleich entwickelte er die Grundzüge seiner „Kulturmorphologie“, die die einzelnen Kulturen als Organismen auffasste, wobei er u. a. von Oswald Spengler beeinflusst war. Zentral ist für seine Theorie der Begriff des „Paideuma“, der „Kulturseele“, den er 1938 auch als Titel für die von ihm gegründete Zeitschrift verwandte. Die Summe seines Wissens und Forschens sowie seiner geistes- und kulturgeschichtlichen Theorien findet sich in der 1933 veröffentlichten Kulturgeschichte Afrikas.

## Wirkung

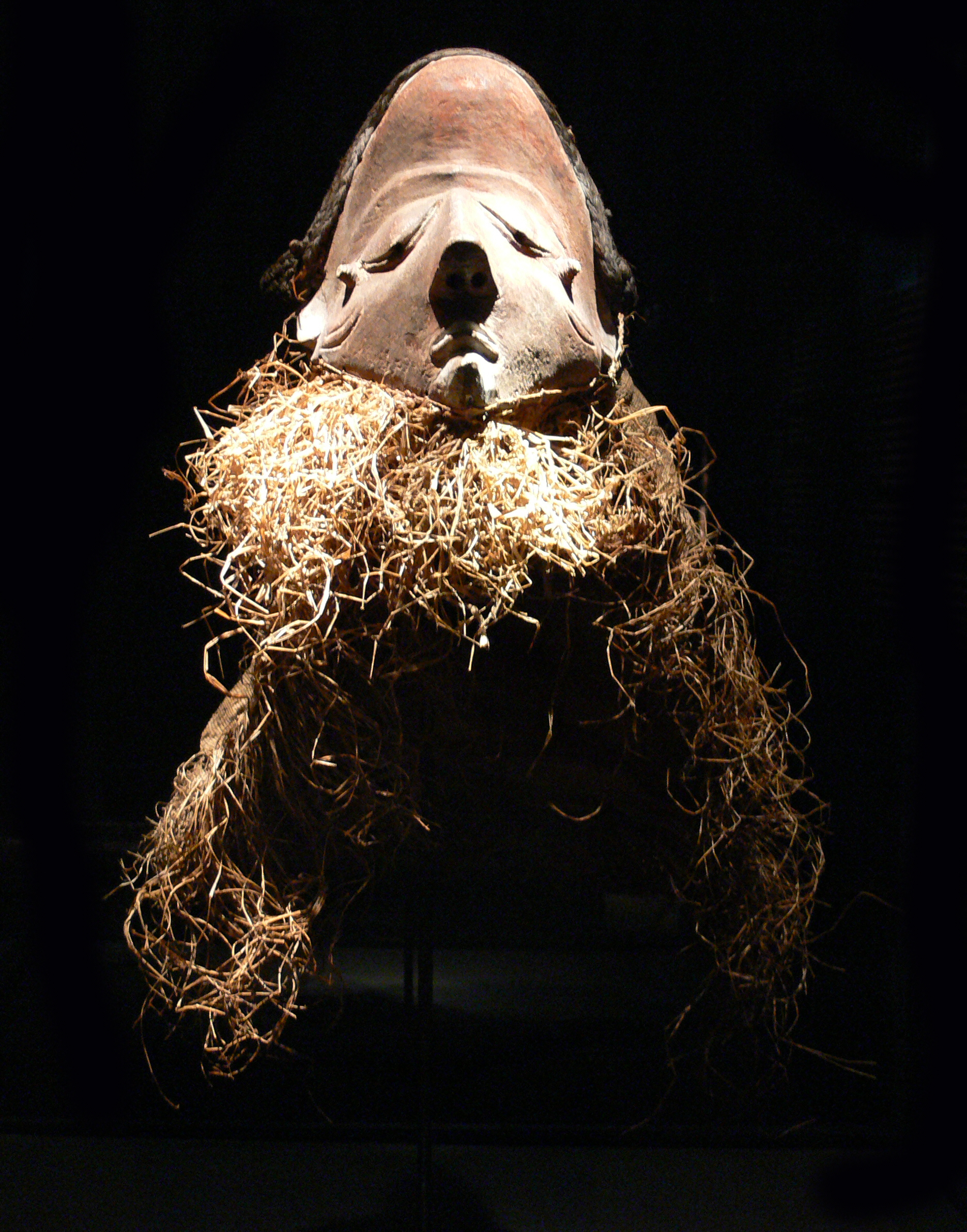
Pende-Maske aus der Sammlung Frobenius, 1904 erworben für die Ethno-graphische Sammlung Berlin (heute Ethnologisches Museum Berlin)

Aufgrund seiner Forschungen zur afrikanischen Geschichte wird er noch heute in vielen afrikanischen Staaten geschätzt. Er beeinflusste insbesondere die Begründer der Négritude Léopold Sédar Senghor, der einmal von ihm schrieb, er habe „Afrika seine Würde und seine Identität wiedergegeben“, sowie Aimé Césaire, für dessen poetisches und essayistisches Werk er ebenso grundlegend war. Auch der amerikanische Historiker W. E. B. Du Bois zitierte Frobenius zustimmend. Frobenius sah die afrikanische Kultur der europäischen als gleichwertig an, was für einen Gelehrten seiner Zeit ungewöhnlich war.
Auf ihn geht auch eine umfangreiche Sammlung von ca. 4700 Kopien prähistorischer afrikanischer Felsbilder zurück, die sich heute im Frankfurter Frobenius-Institut befindet. Auch Erika Trautmann-Nehring (1897–1968) kopierte die Felsbilder des Valcamonica in seinem Auftrag.
Frobenius und sein Schüler Adolf Ellegard Jensen prägten eine Reihe deutscher Ethnologen. Unter Frobenius’ Schülern finden sich Hans Rhotert (Direktor des Linden-Museums in Stuttgart von 1957 bis 1970), Adolf Friedrich (Universität Mainz), Helmut Straube (Universität München) und Helmut Petri (Universität Köln), Hertha von Dechend (Universität Frankfurt) sowie der UN-Berater Heinz Wieschhoff. Bei Jensen studierten wiederum Adolf Friedrich, Horst Nachtigall (Universität Marburg), Wolfgang Rudolph (Freie Universität Berlin) und Eike Haberland (Universität Frankfurt).
Erst in jüngerer Zeit wurden auch die rassistischen und kolonialistischen Grundannahmen Frobenius’, die dessen Werk diskursiv durchziehen, thematisiert.

## Ehrungen

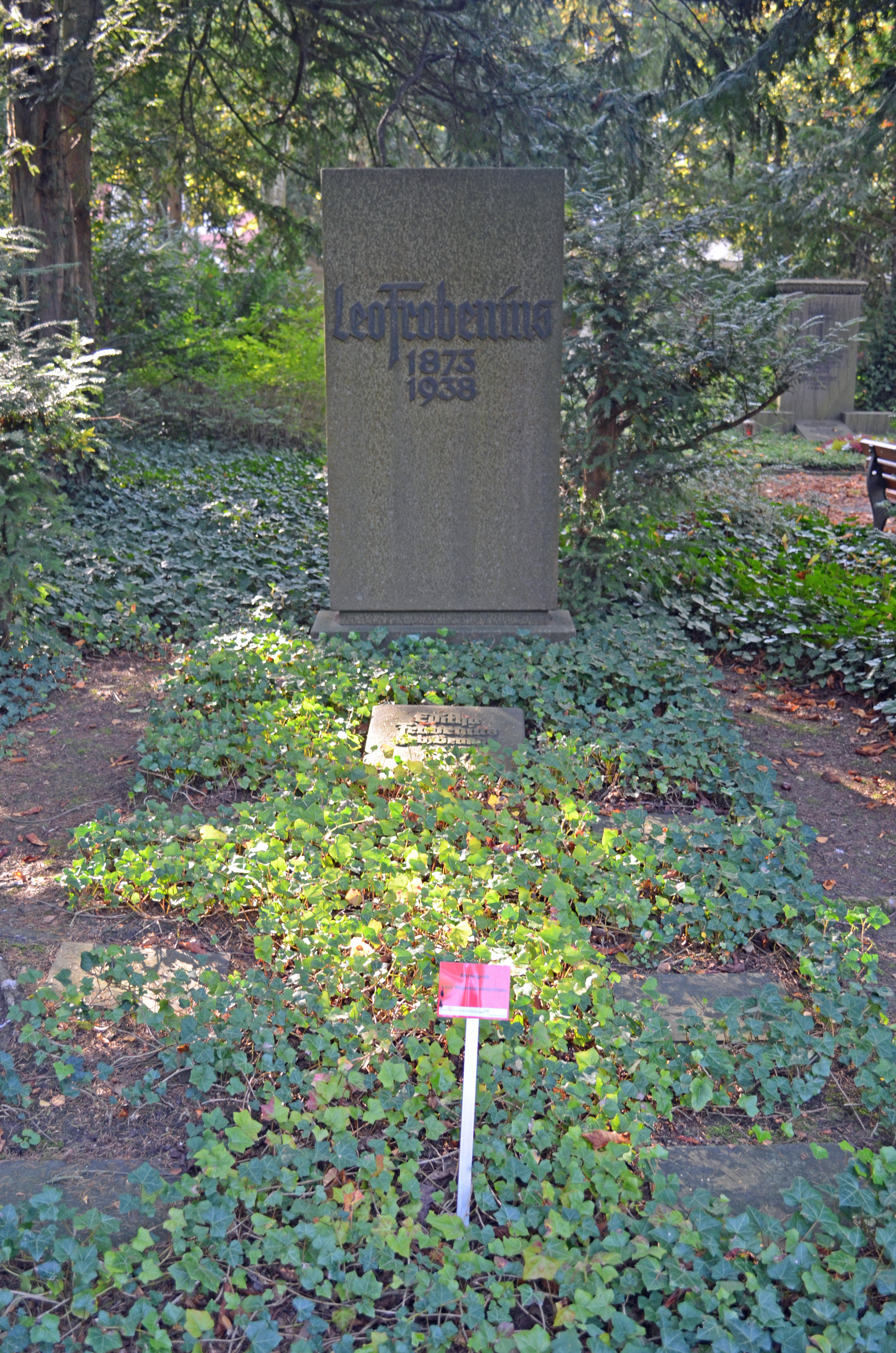
Ehrengrab in Frankfurt

Sein Grab auf dem Hauptfriedhof Frankfurt ist ein Ehrengrab der Stadt.
Von der Firma Ernst Leitz, Wetzlar, erhielt er 1932 die Leica-Kamera mit der Nummer 100.000 überreicht.

## Publikationen
- Aus den Flegeljahren der Menschheit. Bilder des Lebens, Treibens und Denkens der Wilden. Gebrüder Jänecke, Hannover 1901.
- Das Zeitalter des Sonnengottes. Georg Reimer, Berlin 1904.
- Im Schatten des Kongostaates: Bericht über den Verlauf der ersten Reisen der DIAFE von 1904–1906, über deren Forschungen und Beobachtungen auf geographischen und kolonialwirtschaftlichem Gebiet. Berlin 1907.
- Und Afrika sprach. Berlin 1912 (engl. Übersetzung: The Voice of Africa, London 1913)
- Der Völkerzirkus unserer Feinde. Eckart-Verlag, Berlin 1917.
- Paideuma. Umrisse einer Kultur- und Seelenlehre. München 1921.
- Atlantis – Volksmärchen und Volksdichtungen Afrikas. Veröffentlichungen des Instituts für Kulturmorphologie. Herausgegeben von Leo Frobenius. 12 Bände. Jena: Diederichs 1921–1928
  - Band 1:  Volksmärchen der Kabylen, Band 1: Weisheit (1921)
  - Band 2:  Volksmärchen der Kabylen, Band 2: Das Ungeheuerliche (1922)
  - Band 3:  Volksmärchen der Kabylen, Band 3: Das Fabelhafte (1921)
  - Band 4:  Märchen aus Kordofan (1923)
  - Band 5:  Dichten und Denken im Sudan (1925)
  - Band 6:  Spielmannsgeschichten der Sahel (1921)
  - Band 7:  Dämonen des Sudan: allerhand religiöse Verdichtungen (1924)
  - Band 8:  Erzählungen aus dem West-Sudan (1922)
  - Band 9:  Volkserzählungen und Volksdichtungen aus dem Zentral-Sudan (1924)
  - Band 10: Die atlantische Götterlehre (1926)
  - Band 11: Volksdichtungen aus Oberguinea, Band 1: Fabuleien dreier Völker (1924)
  - Band 12: Dichtkunst der Kassaiden (1928)
- Erlebte Erdteile – Ergebnisse eines deutschen Forscherlebens. Frankfurt am Main: Frankfurter Societäts-Druckerei, Abt. Buchverlag (= Veröffentlichungen des Forschungsinstituts für Kulturmorphologie), 1925–1929 (7 Bände)
  - Band 1: Ausfahrt: Von der Völkerkunde zum Kulturproblem
  - Band 2: Erschlossene Räume: Das Problem Ozeanien
  - Band 3: Vom Schreibtisch zum Äquator: Planmässige Durchwanderung Afrikas
  - Band 4: Vom Völkerstudium zur Philosophie
  - Band 5: Durch das Tor der Erkenntnis: Afrika im Lichte der Kulturmorphologie Teil 1
  - Band 6: Durch das Tor der Erkenntnis: Afrika im Lichte der Kulturmorphologie Teil 2
  - Band 7: Von den Formen zu den letzten Dingen: Metaphysischer Rundblick.
- Kulturgeschichte Afrikas, Prolegomena zu einer historischen Gestaltlehre. Phaidon Verlag, Zürich 1933 (Reprint: Peter Hammer Verlag, Wuppertal 1998)
- Ursprung der afrikanischen Kulturen. Berlin 1898.
- Vom Kulturreich des Festlandes (Dokumente zur Kulturphysiognomik), Berlin 1923.
- Der Kopf als Schicksal. Wolff, München 1924.
- Erythräa. Länder und Zeiten des heiligen Königsmordes, Atlantis-Verlag, Berlin / Zürich 1931.
- Indische Reise – Ein unphilosophisches Reisetagebuch aus Südindien und Ceylon. Reimar Hobbing, Berlin 1931
- Vom Schreibtisch zum Äquator. Hrsg. Ute Luig, Frankfurt 1982 (eine kommentierte Anthologie mit Literaturverzeichnis).
- „Denkformen vergangener Menschheit.“ Scientia, Vol. 64, Milano 1938